# فرانز باومان
فرانز باومان (بالألمانية: Franz Ludwig von Baumann) (و. 1846 – 1915 م) هو مؤرخ منطقة، وأمين الأرشيف، من ألمانيا، ولد في لويتكيرش ايم آلغاو، توفي عن عمر يناهز 69 عاماً.